# Чанчжэн-2
Чанчжэн-2, или CZ-2, или LM-2 или Великий поход 2 — семейство китайских двухступенчатых ракет-носителей лёгкого класса. Первая ступень и стартовые ускорители работают на НДМГ и тетраоксиде азота. Вторая ступень — на криогенной топливной паре жидкий водород — жидкий кислород.